# Sanne van der Velde
Sanne van der Velde (Zuidhorn, 10 oktober 2005) is een voetbalspeelster uit Nederland. Ze speelt als aanvaller voor FC Groningen in de Tweede divisie.

## Carrière
Sanne van der Velde speelde in haar jeugdjaren voor VV Zuidhorn. In 2020 stapte ze over naar de jeugdopleiding van sc Heerenveen. Sindsdien maakte van der Velde haar minuten in het Jong sc Heerenveen team.
Op 31 januari 2024 maakte van der Velde haar debuut voor sc Heerenveen in de Vrouwen Eredivisie in een thuiswedstrijd tegen FC Twente door in de 83ste minuut in te vallen voor Ana Nassette. Na haar debuut werd Van der Velde definitief overgeheveld naar het eerste elftal van de Friezinnen.
Op 22 mei 2024 werd de verbintenis van Van der Velde bij sc Heerenveen verlengd tot 30 juni 2025. In het seizoen 2024/25 maakte Van der Velde enkel haar opwachting in de competitiewedstrijd tegen FC Twente. Haar club maakte op 12 mei 2025 bekend dat het aflopende contract van Van der Velde niet werd verlengd, waarna ze na het seizoen 2024/25 sc Heerenveen verliet. In het nieuw opgerichte FC Groningen vond Van der Velde haar nieuwe werkgever. Met de club komt ze uit in de Vrouwen Tweede divisie.

## Statistieken
| Seizoen | Club          | Competitie     | Competitie | Competitie | Beker | Beker | Overig | Overig | Totaal | Totaal |
| Seizoen | Club          | Competitie     | Wed.       | Dlp.       | Wed.  | Dlp.  | Wed.   | Dlp.   | Wed.   | Dlp.   |
| ------- | ------------- | -------------- | ---------- | ---------- | ----- | ----- | ------ | ------ | ------ | ------ |
| 2023/24 | sc Heerenveen | Eredivisie     | 9          | 0          | 0     | 0     | 0      | 0      | 9      | 0      |
| 2024/25 | sc Heerenveen | Eredivisie     | 1          | 0          | 0     | 0     | 0      | 0      | 1      | 0      |
| 2025/26 | FC Groningen  | Tweede divisie | 0          | 0          | 0     | 0     | 0      | 0      | 0      | 0      |
| Totaal  | Totaal        | Totaal         | 10         | 0          | 0     | 0     | 0      | 0      | 10     | 0      |

Bijgewerkt t/m 20 juni 2025.